# Bryum winkelmannii
Bryum winkelmannii är en bladmossart som beskrevs av Johannes Friedrich Ruthe 1897. Bryum winkelmannii ingår i släktet bryummossor, och familjen Bryaceae. Inga underarter finns listade i Catalogue of Life.